# باراتيلي سان بيترو
باراتيلي سان بيترو، (بالإنجليزية: Baratili San Pietro)‏، (سردينيا: Boàtiri)، هي بلدية في مقاطعة أوريستانو، في إقليم سردينيا الإيطالي، وتقع على بعد حوالي 100 كيلومتر (62 ميلاً) شمال غرب كالياري، وحوالي 11 كم (7 ميل) شمال أوريستانو. في 31 ديسمبر 2004، كان عدد سكانها 1278 وتبلغ مساحتها 6.0 كيلومتر مربع (2.3 ميل مربع).

## السكان
في سنة 1861 بلغ عدد السكان 654 نسمة، وتطور العدد ليصل في سنة 2011 لـ 1٬329 نسمة.
يظهر هذا المخطط البياني تطور النمو السكاني لـ باراتيلي سان بيترو